# ブルトン型チロシンキナーゼ
ブルトン型チロシンキナーゼ (Bruton's tyrosine kinase, 略称 Btk または BTK)は 酵素 のひとつで、ヒトでは BTK 遺伝子によりコードされている。 BTKは プロテインキナーゼ であり、リンパ球B細胞 の成熟に重要な役割を果たす。

## 機能
BTKは、B細胞の成熟などとともに、マスト細胞を高親和性 IgE 受容体を通じて活性化させる。
Btkは PHドメイン を持ち、これがホスファチジルイノシトール三リン酸 (PIP3)に結合する。PIP3の結合がBtkにホスホリパーゼCをリン酸化させ、PIP2を加水分解させ、ホスファチジルイノシトールを生成させる。二つのセカンド・メッセンジャー、イノシトール三リン酸 (IP3)と ジアシルグリセロール (DAG)がB細胞内でのシグナルの下流での活性を制御する。

## 臨床的意義
変異BTKの遺伝子が関与して、 原発性免疫不全症候群 のひとつである X連鎖無ガンマグロブリン血症 (X-linked agammaglobulinemia; XLA, Bruton's agammaglobulinemia)が引き起こされる。 XLA患者おいて、B細胞前駆細胞であるpre-B細胞は骨髄 に正常数みられるが、これらの細胞が成熟出来ず、循環血液へは入っていかない。 BTK遺伝子はX染色体にある 。少なくとも400種類の 突然変異BTK遺伝子が同定されている。

### BTK阻害剤
BTKを阻害する承認薬
- イブルチニブ (PCI-32765)は、選択的ブルトン型チロシンキナーゼ阻害剤。
- チラブルチニブ - 日本では中枢神経系原発リンパ腫・原発性マクログロブリン血症・リンパ形質細胞リンパ腫に対して承認されている。
- ピルトブルチニブ（pirtobrutinib, LOXO-305) - 他のブルトン型チロシンキナーゼ阻害薬に抵抗性または不耐容の再発または難治性のマントル細胞リンパ腫に対して承認されている。
- アカラブルチニブ - 日本では慢性リンパ性白血病に認可されている。

様々な医薬品がBTK阻害剤としては臨床試験にある:
- フェーズ2：
- フェーズ1:
  - ONO-4059 が 非ホジキンリンパ腫 と慢性リンパ性白血病に対して治験段階であった[8] 。GS-4059の名称が変更され、NCT02457598として研究されていた。
  - spebrutinib (AVL-292、CC-292) [9]
  - BGB-3111 はCLLに対して検証されている[10] 。これは経口投与される。[11]
  - HM71224は 自己免疫疾患に対して開発中である。2015年時点、Hanmi製薬 とイーライリリー[12]が開発している。

## 発見
ブルトン型チロシンキナーゼ は1993年に発見され、1952年に初めてXLAについて記述したオグデン・ブルトンの名を取って命名された。

## 相互作用
ブルトン型チロシンキナーゼと相互に作用するのは以下の通り ：
- ARID3A[13]
- BLNK[14][15]
- CAV1[16]
- GNAQ[17]
- GTF2I[18][19][20]
- PLCG2[14][21]
- PRKD1[22]
- SH3BP5[23][24]